# کریستین کینزوبی
کریستین کینزوبی (انگلیسی: Christian Kinsombi؛ زادهٔ ۲۴ اوت ۱۹۹۹) بازیکن فوتبال است.
از باشگاه‌هایی که در آن بازی کرده‌است می‌توان به باشگاه فوتبال اوردینگن ۰۵ اشاره کرد.